# Tautoga czarna
Tautoga czarna (Tautoga onitis) – gatunek ryby z rodziny wargaczowatych, jedyny przedstawiciel rodzaju Tautoga Mitchill, 1814. Poławiana gospodarczo na niewielką skalę oraz w wędkarstwie.
Występowanie: zachodni Ocean Atlantycki wzdłuż wybrzeży Ameryki Północnej.

## Opis
Osiąga do 91 cm długości i 11,3 kg wagi.